# Пашов, Иван
Иван Пашов (болг. Иван Иванов Пашов; 4 января 1881,
Жребчево, Княжество Болгария (ныне Сливенская область, Болгария) — 29 октября 1955, София) — болгарский политический и государственный деятель, мэр (кмет) города София (1949—1952).

## Биография
Революционер. Член Болгарской рабочей социал-демократической партии с 1900 года.
В 1914 году получил юридическое образование в Брюсселе . С 1920 по 1925 год — член Военной организации БКП. В 1925 году был приговорен к пожизненному заключению, но в 1933 году освобожден. Избирался членом Центральной ревизионной комиссии Болгарской компартии.
После 9 сентября 1944 года был назначен председателем Софийского городского народного совета, был также народным депутатом.
В 1945—1954 годах — член Контрольной комиссии ЦК БКП. С 1952 по 1955 год — член Национального совета Отечественного фронта Болгарии. С 1954 по 1955 год — член ЦК БКП. В 1947—1950 годах — член Президиума Народного собрания Болгарии.
В 1949—1952 годах работал городским головой (кметом) города София.